# Saint-Maixent-sur-Vie
Saint-Maixent-sur-Vie és un municipi francès situat al departament de Vendée i a la regió de País del Loira. L'any 2007 tenia 783 habitants.

## Demografia

### Població
El 2007 la població de fet de Saint-Maixent-sur-Vie era de 783 persones. Hi havia 300 famílies de les quals 50 eren unipersonals (32 homes vivint sols i 18 dones vivint soles), 114 parelles sense fills, 125 parelles amb fills i 11 famílies monoparentals amb fills.
La població ha evolucionat segons el següent gràfic:
Habitants censats

### Habitatges
El 2007 hi havia 370 habitatges, 304 eren l'habitatge principal de la família, 57 eren segones residències i 8 estaven desocupats. Tots els 366 habitatges eren cases. Dels 304 habitatges principals, 254 estaven ocupats pels seus propietaris, 48 estaven llogats i ocupats pels llogaters i 2 estaven cedits a títol gratuït; 1 tenia una cambra, 12 en tenien dues, 49 en tenien tres, 87 en tenien quatre i 155 en tenien cinc o més. 268 habitatges disposaven pel capbaix d'una plaça de pàrquing. A 128 habitatges hi havia un automòbil i a 172 n'hi havia dos o més.

### Piràmide de població
La piràmide de població per edats i sexe el 2009 era:
| Homes | Edats   | Dones |
| ----- | ------- | ----- |
| 0     | 95 o +  | 0     |
| 0     | 90 a 94 | 4     |
| 0     | 85 a 89 | 0     |
| 0     | 80 a 84 | 4     |
| 12    | 75 a 79 | 12    |
| 16    | 70 a 74 | 16    |
| 16    | 65 a 69 | 12    |
| 12    | 60 a 64 | 8     |
| 8     | 55 a 59 | 8     |
| 12    | 50 a 54 | 8     |
| 32    | 45 a 49 | 20    |
| 16    | 40 a 44 | 12    |
| 24    | 35 a 39 | 20    |
| 40    | 30 a 34 | 32    |
| 16    | 25 a 29 | 16    |
| 24    | 20 a 24 | 16    |
| 12    | 15 a 19 | 20    |
| 20    | 10 a 14 | 8     |
| 24    | 5 a 9   | 28    |
| 16    | 0 a 4   | 12    |

## Economia
El 2007 la població en edat de treballar era de 521 persones, 409 eren actives i 112 eren inactives. De les 409 persones actives 376 estaven ocupades (199 homes i 177 dones) i 34 estaven aturades (13 homes i 21 dones). De les 112 persones inactives 52 estaven jubilades, 26 estaven estudiant i 34 estaven classificades com a «altres inactius».

### Ingressos
El 2009 a Saint-Maixent-sur-Vie hi havia 335 unitats fiscals que integraven 881 persones, la mediana anual d'ingressos fiscals per persona era de 16.951 €.

### Activitats econòmiques
Dels 18 establiments que hi havia el 2007, 1 era d'una empresa de fabricació de material elèctric, 5 d'empreses de construcció, 4 d'empreses de comerç i reparació d'automòbils, 2 d'empreses immobiliàries, 4 d'empreses de serveis i 2 d'empreses classificades com a «altres activitats de serveis».
Dels 7 establiments de servei als particulars que hi havia el 2009, 1 era un taller de reparació d'automòbils i de material agrícola, 2 paletes, 2 guixaires pintors, 1 fusteria i 1 perruqueria.
L'any 2000 a Saint-Maixent-sur-Vie hi havia 22 explotacions agrícoles que ocupaven un total de 781 hectàrees.

## Equipaments sanitaris i escolars
El 2009 hi havia una escola elemental.

## Poblacions més properes
El següent diagrama mostra les poblacions més properes.